# Jenő Buzánszky
Jenő Buzánszky   (Újdombóvár, 4 de maig de 1925 - Esztergom, 11 de gener de 2015) fou un futbolista hongarès de la dècada de 1950 i entrenador.
Fou internacional amb la selecció d'Hongria, amb la qual guanyà els Jocs Olímpics de 1952 i el Campionat d'Europa Central el de 1953. També disputà la Copa del Món de futbol de 1954. Fou el darrer supervivent dels poderosos magiars.

## Palmarès
- Medalla d'or als Jocs Olímpics de 1952
- Campionat d'Europa Central: 1953
- Finalista de la Copa del Món de Futbol: 1954